# Dragoș-Florin Coman
Dragoș-Florin Coman (n. 5 iunie 1981, Călărași, Călărași, România) este un antreprenor și politician român, ales în 2024 deputat din partea partidului Alianța pentru Unirea Românilor (AUR). 

## Biografie
Dragoș-Florin Coman s-a născut pe 5 iunie 1981, la Călărași, municipiu din județul Călărași, în Republica Socialistă România. Coman are o diplomă de licență în științe politice, master în administrație publică, cursuri postuniversitare Colegiul Național de Apărare, cursuri de formare pe teritoriul Statelor Unite ale Americii. Înainte de a fi ales deputat, a lucrat ca antreprenor.

## Carieră politică
La alegerile locale din 5 iunie 2016, Coman a fost ales consilier local al municipiului Călărași, exercitând funcția de viceprimar până la următoarele alegeri din 2020.

### Deputat (2024–prezent)

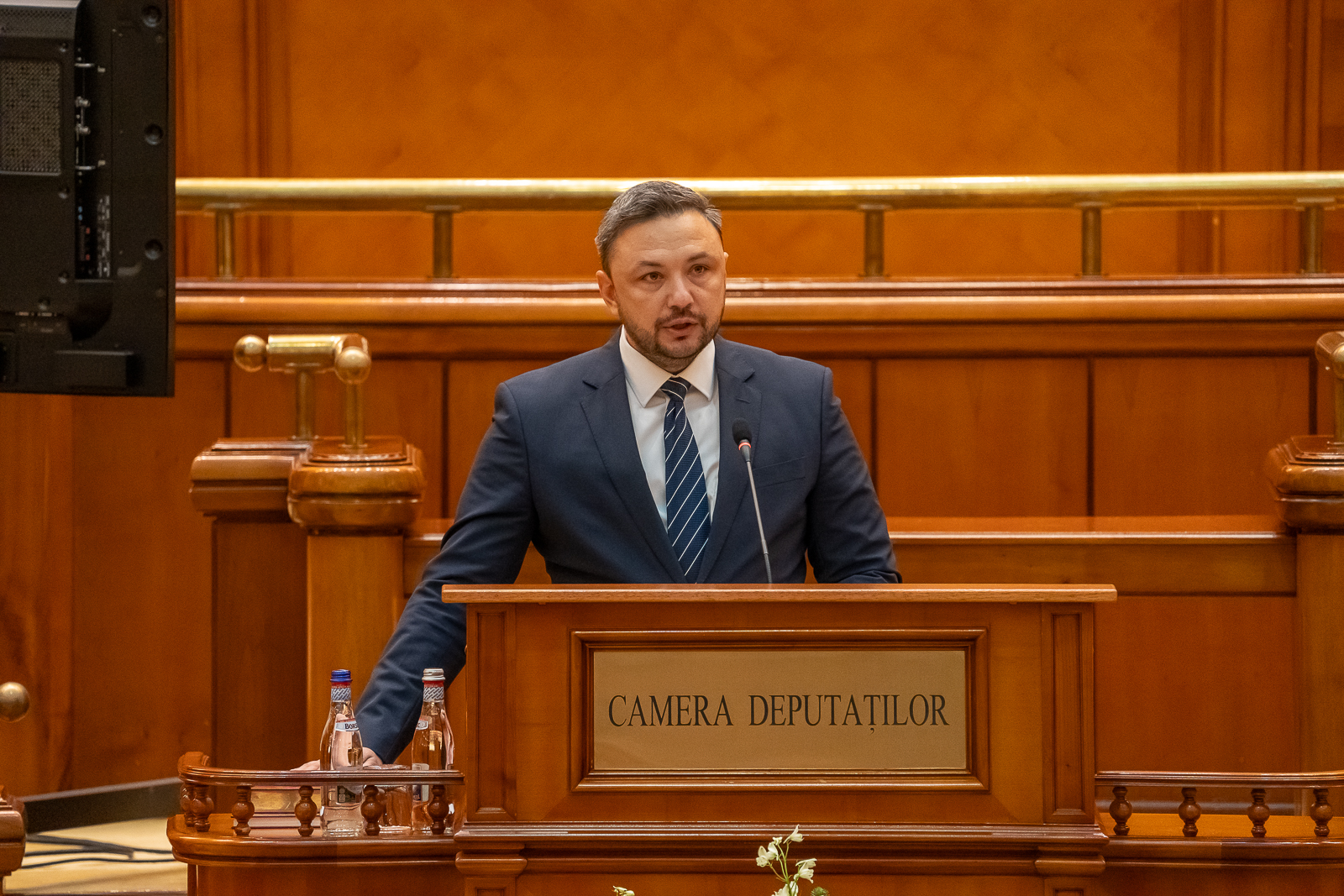
Coman depunând jurământul, 21 decembrie 2024

În urma alegerilor parlamentare din 2024 pe 1 decembrie, Coman a fost ales membru al Camerei Deputaților, în circumscripția nr. 12 Călărași, preluând mandatul pe 21 decembrie.
Ca deputat, Coman este vicepreședinte al Comisiei pentru tineret și sport, al cărei președinte este Ciprian Paraschiv, și membru al Comisiei pentru administrație publică și amenajarea teritoriului. De asemenea, face parte din grupurile parlamentare de prietenie cu Japonia și Bosnia și Herțegovina și este secretar al grupului de prietenie cu Muntenegru.

## Viața personală
Coman este căsătorit și are doi fii.